# Соуза, Луиш де
Луиш де Соуза (порт. Luiz de Sousa; 6 октября 1630, Порту, Иберийская уния — 3 января 1702, Лиссабон, королевство Португалия) — португальский кардинал. Титулярный епископ Гиппоны с 19 января 1671 по 2 декабря 1675. Архиепископ Лиссабона с 2 декабря 1675 по 3 января 1702. Кардинал-священник с 22 июля 1697 по 3 января 1702.

## Ранние годы
Луиш де Соуза принадлежал к прославленной семье Соуза, одной из старейших в Португалии, потомков Мартина Афонсу «Шишорру», незаконнорожденного сына Афонсу III, Луиш был четвёртым и последним сыном Диогу Лопеша де Соуза (ок. 1595 — 27 декабря 1640), 2-го графа Миранда ду Корво, сына Энрике Соуза Тавареш и Месии де Вильена, и его жены Леонор де Мендонса (ок. 1600 — 24 августа 1656), дочь Жуана Родригеша де Са, 1-го графа Пенагиан и Изабель де Мендонса. Другими братьями и сёстрами были Изабель (1624), Энрике, 1-й маркиз Арронш  и Месия, вышедшая замуж за Мануэла Балтасара да Камара, 1-го графа Рибейра-Гранде.
Луиш родился в городе Порту 6 октября 1630 года, поскольку его отец был губернатором «Relação e Casa do Porto», наследственного звания, данное его семье в 1582 году Филиппом II Испанским, новым королём Португалии после Иберийской унии. В 1633 году Филипп IV назначил Диогу де Соуза председателем «Conselho da Fazenda», и семья переехала в Мадрид. Молодой Луиш поступил на службу при дворе королевы Елизаветы в качестве пажа до 1646 года, когда его семье было разрешено вернуться в Португалию после войны за независимость 1640 года.